# 文藝復興百貨
文藝復興百貨（意大利語：La Rinascente；发音为[la rinaʃˈʃɛnte]）是一家意大利高檔百貨公司。在意大利经营9家门店，包括位于米兰主教座堂广场和罗马特里同大街 (Via del Tritone, 61)  的两家旗舰店。

## 歷史
1865年，路易吉·博科尼和斐迪南多·博科尼兄弟在米兰的Via Santa Radegonda街开设了意大利首家成衣店。这家商店很快便拥有了一百多名员工，专门生产男士成衣。随后的几年中，博科尼兄弟将业务扩展到罗马、热那亚、的里雅斯特、巴勒莫和都灵等城市。
到了1877年，他们在米兰的Hotel Comfortable开设了名为“Aux Villes d'Italie”的百货商店，因法国作家埃米尔·左拉的小说《妇女乐园》得名，并于1887年在罗马圆柱广场开设了新店。
1889年，米兰Piazza Duomo的新建筑正式开门迎客，这座由Giovanni Giachi设计的建筑成为了一座地标。然而，1917年，博科尼兄弟将公司出售给Borletti参议员，他请来诗人加布里埃尔·邓南遮为店铺重新命名，命名为“Rinascente”，意味着商店的“复兴”。不幸的是，1918年圣诞夜，米兰的Rinascente店铺发生了灾难性的火灾。尽管如此，这家店铺在1921年经过彻底重建后重新开业，并新增了多项服务设施，如银行、美发厅等。
在20世纪20年代，Rinascente在设计方面进行了大胆创新，与Gio Ponti等建筑师和设计师合作，设计现代家具。1928年，公司与德国Leonhard Tietz合作，并与UPIM合并，创建了一个包含5家Rinascente和25家UPIM店铺的新公司。1937年，罗马圆柱广场店安装了意大利首台零售业使用的自动扶梯。
二战期间，百货遭受重大损失，许多商店被毁。只有罗马的一家商店和意大利的37家UPIM商店仍部分营业。米兰市政府允许他们在Palazzo della Ragione租用空间，以继续为公众提供商品。
战后，公司迅速恢复。1950年，米兰大教堂广场的Rinascente重新开业，拥有现代化设计和设施。这期间，公司举办了许多文化活动，展示世界各地的特色。1954年，Rinascente设立了金罗盘奖 (Compasso d'Oro)，表彰工业设计中的优秀作品，1959年将其交由工业设计协会管理。这个奖项成为意大利工业设计领域的最高荣誉。
60年代，Rinascente开始快速发展。1961年，公司创立了Sma超市连锁店，并在罗马开设了一家由著名建筑师设计的新店。1963年，法国设计师皮尔·卡丹与Rinascente合作，推出平价时装系列。1969年，Borleti家族将公司股份出售给IFI和Mediobanca。70年代，公司继续扩张，开设了首家大型折扣商场。80年代，公司进军DIY和家居用品市场。90年代，与歐尚集團达成协议，将部分门店转为欧尚品牌。
2005年，Rinascente被收购，开始重新定位为高端品牌。2011年，泰国Central集团以2.05亿欧元收购Rinascente，计划将其打造成世界顶级百货公司之一。近年来，Rinascente继续发展。2016年，米兰店被评为“世界最佳百货公司”。2017年，罗马特里同大街店完成装潢，地下层展示了古羅馬維爾戈水道遗迹。